# Johanna Perryman
Johanna Perryman, née le 1er novembre 1713 et morte le 4 février 1816, est une centenaire britannique. Elle fut doyenne de l'humanité de la mort de Bartholomew Johnson le 14 février 1814 à sa propre mort.